# 黄強
黄 強（こう きょう、1963年4月 - ）は、中華人民共和国の官僚・政治家。浙江省金華専区東陽県出身。元中国共産党四川省委員会副書記、副省長、省長、党組書記。第13期全国人民代表大会代表。

## 経歴
1963年4月、浙江省金華専区東陽県で生まれる。1983年に西北工業大学を卒業後、同年、中華人民共和国航空工業部第603所14室（現在の中国航空工業集団）に入局。1983年7月から第603所14室設計員、1992年12月第603所14室主任、2000年4月第1集団第603所所長、2003年6月第1飛機設計研究院院長兼上海飛機設計研究所所長。
2006年1月、中央に移り、中華人民共和国国防科学技術工業委員会秘書長に就任。2008年6月、同会副局長、党組成員に昇格。
2014年1月、甘粛省副省長に転出。2017年3月、省党委員会常務委員、省政府党組副書記兼常務副省長に就任。
2018年5月、河南省に移り、省党委員会常務委員、省政府党組副書記兼常務副省長に就任。
2020年11月、党務に転じて四川省に赴任し、四川省党委員会副書記に就任した。第13期四川省人民代表大会常務委員会は2日の第24回会議で、尹力省長の辞任届を受理し、黄強を副省長兼省長代行に任命することを決定した。
2024年6月、景俊海の後任として、吉林省党委員会書記に任命された。